# Campionat d'Europa de bàsquet masculí de 2003
El XXXIII Campionat Europeu de Bàsquet Masculí se celebrà a Suècia entre el 3 i el 14 de setembre del 2003 sota el nom d'Eurobasket 2003.
Un total de 16 països europeus varen competir pel títol, el darrer guanyador del qual havia estat la selecció nacional de Iugòslavia.
Els setze equips participants en l'Eurobasket foren: França, Eslovènia, Itàlia, Bòsnia i Hercegovina, Lituània, Alemanya, Israel, Letònia, Espanya, Rússia, Sèrbia i Montenegro, Suècia, Grècia, Turquia, Croàcia i Ucraïna.

## Seus
| Grup       | Ciutat     | Instal·lació         | Capacitat |
| ---------- | ---------- | -------------------- | --------- |
| A          | Borås      | Boråshallen          | 3.000     |
| B          | Norrköping | Himmelstalundshallen | 4.280     |
| C          | Södertälje | Scaniarinken         | 7.250     |
| D          | Luleå      | Coop Arena           | 6.500     |
| Fase final | Estocolm   | Globen Arena         | 13.850    |

## Grups
| Grup A               | Grup B   | Grup C              | Grup D  |
| -------------------- | -------- | ------------------- | ------- |
| França               | Lituània | Espanya             | Grècia  |
| Eslovènia            | Alemanya | Rússia              | Turquia |
| Itàlia               | Israel   | Sèrbia i Montenegro | Croàcia |
| Bòsnia i Hercegovina | Letònia  | Suècia              | Ucraïna |

## Sistema de classificació
Els 16 equips es dividiren en 4 grups, els seus campions passaren directament a la ronda de quarts de final, mentrestant els segons i els tercers de cada grup jugaren un partit addicional entre ells per completar les places dels quarts.

## Primera fase

### Grup A
| Equip                | J | G | P | T+  | T-  | DT  | PTS |
| -------------------- | - | - | - | --- | --- | --- | --- |
| França               | 3 | 3 | 0 | 271 | 210 | +61 | 6   |
| Eslovènia            | 3 | 2 | 1 | 232 | 217 | +15 | 5   |
| Itàlia               | 3 | 1 | 2 | 199 | 234 | -35 | 4   |
| Bòsnia i Hercegovina | 3 | 0 | 3 | 210 | 251 | -41 | 3   |

- Resultats

| Data     | Partit¹              | Partit¹ | Partit¹              | Resultat |
| -------- | -------------------- | ------- | -------------------- | -------- |
| 05.09.03 | Eslovènia            | -       | Itàlia               | 77-67    |
| 05.09.03 | França               | -       | Bòsnia i Hercegovina | 98-76    |
| 06.09.03 | Bòsnia i Hercegovina | -       | Eslovènia            | 62-73    |
| 06.09.03 | Itàlia               | -       | França               | 52-85    |
| 07.09.03 | Eslovènia            | -       | França               | 82-88    |
| 07.09.03 | Bòsnia i Hercegovina | -       | Itàlia               | 72-80    |

- (¹) -  Tots jugats a Borås

### Grup B
| Equip    | J | G | P | T+  | T-  | DT  | PTS |
| -------- | - | - | - | --- | --- | --- | --- |
| Lituània | 3 | 3 | 0 | 279 | 224 | +55 | 6   |
| Alemanya | 3 | 2 | 1 | 251 | 260 | -9  | 5   |
| Israel   | 3 | 1 | 2 | 234 | 255 | -21 | 4   |
| Letònia  | 3 | 0 | 3 | 252 | 277 | -25 | 3   |

- Resultats

| Data     | Partit¹  | Partit¹ | Partit¹  | Resultat |
| -------- | -------- | ------- | -------- | -------- |
| 05.09.03 | Alemanya | -       | Israel   | 86-81    |
| 05.09.03 | Lituània | -       | Letònia  | 92-91    |
| 06.09.03 | Letònia  | -       | Alemanya | 86-94    |
| 06.09.03 | Israel   | -       | Lituània | 62-94    |
| 07.09.03 | Lituània | -       | Alemanya | 93-71    |
| 07.09.03 | Israel   | -       | Letònia  | 91-75    |

- (¹) -  Tots jugats a Norrköping

### Grup C
| Equip               | J | G | P | T+  | T-  | DT  | PTS |
| ------------------- | - | - | - | --- | --- | --- | --- |
| Espanya             | 3 | 3 | 0 | 263 | 196 | +67 | 6   |
| Rússia              | 3 | 2 | 1 | 264 | 240 | +24 | 5   |
| Sèrbia i Montenegro | 3 | 1 | 2 | 225 | 238 | -13 | 4   |
| Suècia              | 3 | 0 | 3 | 191 | 269 | -78 | 3   |

- Resultas

| Data     | Partit¹             | Partit¹ | Partit¹             | Resultat |
| -------- | ------------------- | ------- | ------------------- | -------- |
| 05.09.03 | Sèrbia i Montenegro | -       | Rússia              | 80-95    |
| 05.09.03 | Espanya             | -       | Suècia              | 99-52    |
| 06.09.03 | Rússia              | -       | Espanya             | 77-89    |
| 06.09.03 | Suècia              | -       | Sèrbia i Montenegro | 68-78    |
| 07.09.03 | Sèrbia i Montenegro | -       | Espanya             | 67-75    |
| 07.09.03 | Suècia              | -       | Rússia              | 71-92    |

- (¹) -  Tots jugats a Södertälje

### Grup D
| Equip   | J | G | P | T+  | T-  | DT  | PTS |
| ------- | - | - | - | --- | --- | --- | --- |
| Grècia  | 3 | 3 | 0 | 231 | 219 | +12 | 6   |
| Turquia | 3 | 2 | 1 | 222 | 216 | +6  | 5   |
| Croàcia | 3 | 1 | 2 | 241 | 223 | +18 | 4   |
| Ucraïna | 3 | 0 | 3 | 213 | 249 | -36 | 3   |

- Resultats

| Data     | Partit¹ | Partit¹ | Partit¹ | Resultat |
| -------- | ------- | ------- | ------- | -------- |
| 05.09.03 | Ucraïna | -       | Turquia | 69-77    |
| 05.09.03 | Grècia  | -       | Croàcia | 77-76    |
| 06.09.03 | Croàcia | -       | Ucraïna | 93-71    |
| 06.09.03 | Turquia | -       | Grècia  | 70-75    |
| 07.09.03 | Grècia  | -       | Ucraïna | 79-73    |
| 07.09.03 | Turquia | -       | Croàcia | 75-72    |

- (¹) -  Tots jugats a Luleå

## Eliminatòria (Segona fase)
| Data     | Seu        | Partit    | Partit | Partit              | Resultat |
| -------- | ---------- | --------- | ------ | ------------------- | -------- |
| 08.09.03 | Luleå      | Eslovènia | -      | Israel              | 76-78    |
| 08.09.03 | Norrköping | Alemanya  | -      | Itàlia              | 84-86    |
| 08.09.03 | Södertälje | Rússia    | -      | Croàcia             | 81-77    |
| 08.09.03 | Borås      | Turquia   | -      | Sèrbia i Montenegro | 76-80    |

## Fase final
Tots els partits de la fase final es disputaren a Estocolm.
|  | Quarts de final     | Quarts de final |          |        | Semifinals  | Semifinals  |  |  | Final | Final |
|  |                     |                 |          |        |             |             |  |  |       |       |
|  |                     |                 |          |        |             |             |  |  |       |       |
|  |                     |                 |          |        |             |             |  |  |       |       |
|  | França              | 76              |          |        |             |             |  |  |       |       |
|  | França              | 76              |          |        |             |             |  |  |       |       |
|  | Rússia              | 69              |          |        |             |             |  |  |       |       |
|  | Rússia              | 69              | França   | 70     |             |             |  |  |       |       |
|  |                     |                 | França   | 70     |             |             |  |  |       |       |
|  |                     | Lituània        | 74       |        |             |             |  |  |       |       |
|  | Lituània            | Lituània        | 74       | 98     |             |             |  |  |       |       |
|  | Lituània            |                 |          | 98     |             |             |  |  |       |       |
|  | Sèrbia i Montenegro | 82              |          |        |             |             |  |  |       |       |
|  | Sèrbia i Montenegro | 82              | Lituània | 93     |             |             |  |  |       |       |
|  |                     |                 | Lituània | 93     |             |             |  |  |       |       |
|  |                     | Espanya         | 84       |        |             |             |  |  |       |       |
|  | Espanya             | Espanya         | 84       | 78     |             |             |  |  |       |       |
|  | Espanya             |                 |          | 78     |             |             |  |  |       |       |
|  | Israel              | 64              |          |        |             |             |  |  |       |       |
|  | Israel              | 64              | Espanya  | 81     | Tercer lloc | Tercer lloc |  |  |       |       |
|  |                     |                 | Espanya  | 81     | Tercer lloc | Tercer lloc |  |  |       |       |
|  |                     | Itàlia          | 79       |        |             |             |  |  |       |       |
|  | Grècia              | Itàlia          | 79       | 59     | França      | 67          |  |  |       |       |
|  | Grècia              |                 |          | 59     | França      | 67          |  |  |       |       |
|  | Itàlia              | 62              |          | Itàlia | 69          |             |  |  |       |       |
|  | Itàlia              | 62              |          |        | 69          |             |  |  |       |       |
|  |                     |                 |          |        |             |             |  |  |       |       |
|  |                     |                 |          |        |             |             |  |  |       |       |

### Quarts de final
| Data     | Partit   | Partit | Partit              | Resultat |
| -------- | -------- | ------ | ------------------- | -------- |
| 10.09.03 | França   | -      | Rússia              | 76-69    |
| 10.09.03 | Lituània | -      | Sèrbia i Montenegro | 98-82    |
| 11.09.03 | Espanya  | -      | Israel              | 78-64    |
| 11.09.03 | Grècia   | -      | Itàlia              | 59-62    |

### Semifinals (Posicions del 5è al 8è)
| Data     | Partit | Partit | Partit              | Resultat |
| -------- | ------ | ------ | ------------------- | -------- |
| 12.09.03 | Rússia | -      | Sèrbia i Montenegro | 77-86    |
| 12.09.03 | Israel | -      | Grècia              | 56-63    |

### Semifinals
| Data     | Partit  | Partit | Partit   | Resultat |
| -------- | ------- | ------ | -------- | -------- |
| 13.09.03 | França  | -      | Lituània | 70-74    |
| 13.09.03 | Espanya | -      | Itàlia   | 81-79    |

### Setè lloc
| Data     | Partit | Partit | Partit | Resultat |
| -------- | ------ | ------ | ------ | -------- |
| 14.09.03 | Rússia | -      | Israel | 82-89    |

### Cinquè lloc
| Data     | Partit              | Partit | Partit | Resultat |
| -------- | ------------------- | ------ | ------ | -------- |
| 14.09.03 | Sèrbia i Montenegro | -      | Grècia | 64-72    |

### Tercer lloc
| Data     | Partit | Partit | Partit | Resultat |
| -------- | ------ | ------ | ------ | -------- |
| 14.09.03 | França | -      | Itàlia | 67-69    |

### Final
| Data     | Partit   | Partit | Partit  | Resultat |
| -------- | -------- | ------ | ------- | -------- |
| 14.09.03 | Lituània | -      | Espanya | 93-84    |

## Medaller
| Or       | Argent  | Bronze |
| Lituània | Espanya | Itàlia |

## Classificació final
| 1. Lituània              |
| 2. Espanya               |
| 3. Itàlia                |
| 4. França                |
| 5. Grècia                |
| 6. Sèrbia i Montenegro   |
| 7. Israel                |
| 8. Rússia                |
| 9. Eslovènia             |
| 10. Turquia              |
| 11. Alemanya             |
| 12. Croàcia              |
| 13. Letònia              |
| 14. Ucraïna              |
| 15. Bòsnia i Hercegovina |
| 16. Suècia               |

## Trofeus Individuals
| MVP                           |
| Lituània Sarunas Jasikevicius |

- Màxims anotadors del torneig

|    | Jugador             | Punts | Partits | Punts per partit |
| -- | ------------------- | ----- | ------- | ---------------- |
| 1  | Pau Gasol           | 155   | 6       | 25,8             |
| 2  | Andrei Kirilenko    | 139   | 6       | 23,2             |
| 3  | Dirk Nowitzki       | 90    | 4       | 22,5             |
| 4  | Mehmet Okur         | 75    | 4       | 18,8             |
| 5  | Predrag Stojaković  | 75    | 4       | 18,8             |
| 6  | Tony Parker         | 108   | 6       | 18,0             |
| 7  | Ibrahim Kutluay     | 68    | 4       | 17,0             |
| 8  | Damir Mulaomerović  | 66    | 4       | 16,5             |
| 9  | Juan Carlos Navarro | 97    | 6       | 16,2             |
| 10 | Arvydas Macijauskas | 95    | 6       | 15,8             |

## Quatre primers classificats
- Medalla d'or:  Lituània

Giedrius Gustas, Mindaugas Žukauskas, Arvydas Macijauskas, Saulius Štombergas, Ramūnas Šiškauskas, Darius Songaila, Donatas Slanina, Eurelijus Žukauskas, Kšyštof Lavrinovič, Šarūnas Jasikevičius, Dainius Šalenga, Virginijus Praškevičius. Entrenador: Antanas Sireika
- Medalla d'argent:  Espanya

Pau Gasol, Roger Grimau, Carles Marco, Juan Carlos Navarro, José Calderón, Felipe Reyes, Carlos Jiménez, Alberto Herreros, Rodrigo de la Fuente, Antonio Bueno, Alfonso Reyes Cabanas, Jorge Garbajosa. Entrenador: Moncho López
- Medalla de bronze:  Itàlia

Nikola Radulović, Gianluca Basile, Giacomo Galanda, Matteo Soragna, Denis Marconato, Alessandro De Pol, Alex Righetti, Davide Lamma, Massimo Bulleri, Michele Mian, Roberto Chiacig, Alessandro Cittadini. Entrenador: Carlo Recalcati
- Quart lloc:  França

Moustapha Sonko, Tariq Abdul-Wahad, Jérôme Moïso, Laurent Foirest, Alain Digbeu, Tony Parker, Makan Dioumassi, Florent Piétrus, Cyril Julian, Boris Diaw, Thierry Rupert, Ronny Turiaf. Entrenador: Alain Weisz

## Situació cronològica
| Precedit per: Eurobasket 2001 | Eurobasket 2003 | Succeït per: Sèrbia i Montenegro 2005 |